# Leptotes insulanus
Leptotes insulanus är en fjärilsart som beskrevs av Aurivillius 1924. Leptotes insulanus ingår i släktet Leptotes och familjen juvelvingar. Inga underarter finns listade i Catalogue of Life.